# Агаджари
Агаджари́ — газоконденсатно-нефтяное месторождение в Иране, гигантское по запасам, одно из крупнейших в мире, находится в пределах нефтегазоносного бассейна Персидского залива. Расположено в 130 км от г. Абадан. Открыто в 1936 году, разрабатывается с 1938 года. Плотность нефти 0,85 г/см³, содержание S 1,42 %.
Начальные запасы нефти — 1,9 млрд т, газа — 263 млрд м³. Добыча нефти за 2016 год составила 25 млн тонн.